# 杨凤英
杨凤英（1955年—），女，内蒙古呼和浩特人，中国基督教牧师，曾任第八届全国政协委员。